# Курашкевич, Владислав
Влади́слав Курашке́вич (пол. Władysław Kuraszkiewicz; 22 февраля 1905, Влодава — 10 марта 1997, Познань) — лингвист, славист, автор научных работ по истории и диалектологии польского языка, а также переходным белорусско-украинским говорам.

## Биография
Родился 22 февраля 1905 года во Влодаве в семье Павла Курашкевича и Зофьи, урождённой Сорок.
Окончил Львовский университет в 1929 году Славянскую филологию изучал во Львове, Кракове, Вене и Праге.
Сперва работал учителем в гимназии, затем университетским преподавателем. В 1937—1939 годах — заведующий кафедрой польского языка и славянской филологии Люблинского университета.
Во время II-й мировой войны (с ноября 1939 года) находился в концентрационном лагере Заксенхаузен.
Осенью 1945 года вместе со Станиславом Роспондом организовал Отделение славянской филологии Вроцлавского университета (пол. Instytut Filologii Słowiańskiej Uniwersytetu Wrocławskiego). В 1946 году стал заведующим кафедрой славянской филологии Люблинского университета. В 1950—1956 годах — заведующий кафедрой славистики университета имени Адама Мицкевича, затем кафедры польского языка (1956—1969) и директор отделения польской филологии университета имени Адама Мицкевича (1969—1974).
Член Польской академии наук и Польской академии знаний. 27 января 1994 года получил звание доктора honoris causa Варшавского университета. Также был почётным профессором Кёльнского университета.
Умер 10 марта 1997 года в Познани. Погребён на Алее Заслуженных на кладбище в Юникове.

## Память

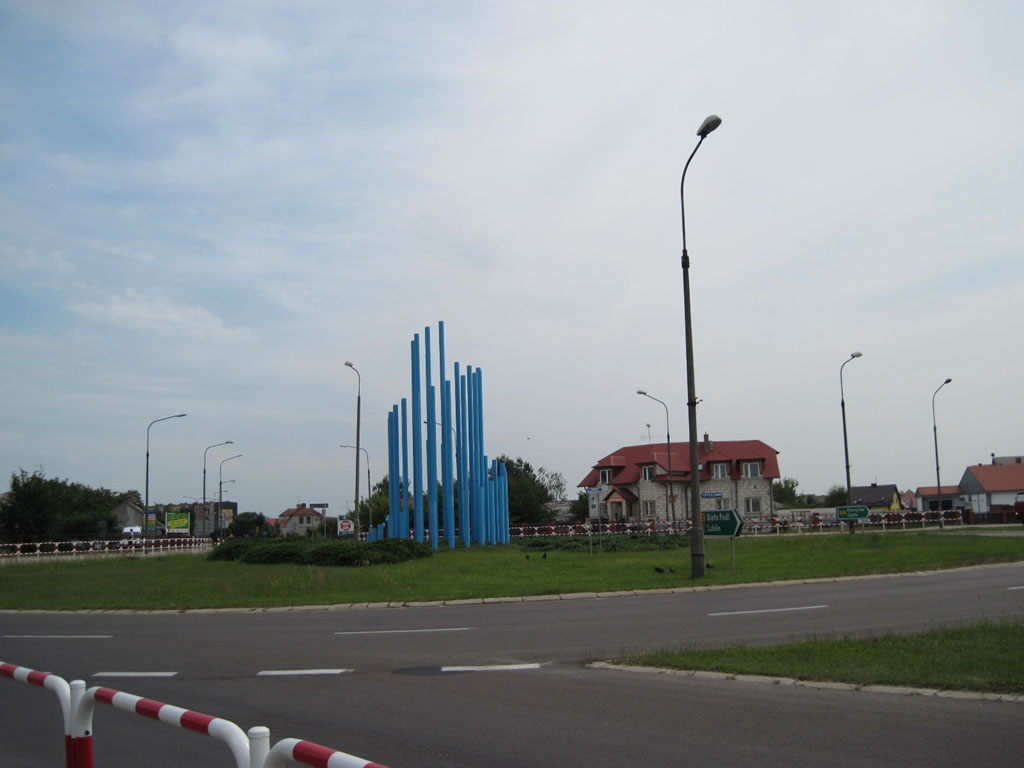
Круговой перекрёсток имени Курашкевича во Влодаве

Имя Курашкевича получил круговой перекрёсток на пересечении Королёвской и Хелмской улиц во Влодаве.

## Публикации
- Połabskie samogłoski nosowe (1930)
- Studia nad polskimi samogłoskami nosowymi (1932)
- Gramoty halicko-wołyńskie XIV—XV wieku (1934)
- Język polski w obozie koncentracyjnym (1947)
- Pochodzenie polskiego języka w świetle wyników dialektologii historycznej (1953)
- Zarys dialektologii wschodniosłowiańskiej (1954)
- Gramoty nowogrodzkie na brzozowej korze (1957)
- Szkice o języku M. Reja (1960)
- Podstawowe wiadomości z gramatyki historycznej języka polskiego (1970)
- W kręgu dawnej mowy polskiej i ruskiej